# Alida Neslo
Alida José Neslo (Paramaribo, 29 juni 1954) is een Surinaams-Nederlandse actrice. 

## Biografie
Alida Neslo werd geboren in Suriname in een intellectueel gezin, ze is een zus van de surinamiste Ellen Neslo. Als kind volgde zij balletlessen bij haar oom, de balletpedagoog Percy Muntslag. Na haar middelbareschoolopleiding (Atheneum A) ging zij eerst naar het Hoger Instituut voor Vertalers & Tolken in Antwerpen. Ze haalde haar bachelor voor Spaans en Engels, maar besloot hier niet verder mee door te gaan. Neslo was inmiddels begonnen aan de theateropleiding aan de Studio Herman Teirlinck in Antwerpen. Zij rondde haar opleiding af in 1980. Om haar opleiding te betalen trok ze door België als danseres in een drive-inshow met zangers als Vader Abraham, Jacques Herb, De Kermisklanten en Mieke.
Na haar opleiding speelde Neslo in Tiedrie - Theater van de derde wereld - het toneelgezelschap van Tone Brulin. Zij speelde onder meer in de stukken Kapai-Kapai, Ba Anansi (van Edgar Cairo), Charkawa en Gilgamesj. Verder speelde ze onder meer bij Mudra Afrique met choreografen Maurice Béjart en Germaine Acogny, de Zwarte Komedie (met auteurs als Tom Lanoye en Bert Verhoye) en het Nederlands Toneel Gent.
Op televisie is Neslo daarnaast ook te zien als Alida, in het educatieve kinderprogramma De Boomhut, dat op de VRT (tegenwoordig Ketnet) werd uitgezonden. In 1997 werd dit programma bekroond met de Prijs voor het beste jeugdprogramma van de Vlaamse Gemeenschap. Verder presenteerde ze Het einde van de wereld, was ze een van de panelleden in TV-Touché, en maakte ze enkele documentaires.
In 1995 ging Neslo naar Nederland en werd artistiek leider bij De Nieuw Amsterdam (DNA) een door Rufus Colins opgezette theatergroep en toneelopleiding. In 2000 volgde zij Ritsaert ten Cate, directeur van de theateropleiding DasArts, op. DasArts is een in 1995 door Ten Cate zelf opgezette tweede fase-opleiding voor afgestudeerde theaterstudenten. 
In 2003 deed Neslo mee aan het Groot Dictee der Nederlandse Taal.
In 2006 vertrok ze naar Suriname om daar een toneelopleiding op te zetten, gelijk aan Studio Herman Teirlinck.
In 2022 werd ze een maand lang geëerd met een plaats op de Iconenkalender van NAKS.

## Televisie
- TV-Touché (1983)
- Springen (1985)
- Alleen al het idee (1986)
- Alfred J Kwak (1991) – stemmen van Prinses Budor, Grietje en Koningin Nora
- De Boomhut (1994-2007) - als Alida
- Het einde van de wereld

## Toneel- & theatergezelschappen
- Het Theater van de Derde Wereld in Europa
- De Nieuw Amsterdam (DNA)
- DasArts
- Thalia

## Publicaties van Alida Neslo
- 'Cultuur in Suriname; De jeugd en het juk van de traditie.' in: Oso, tijdschrift voor Surinamistiek, jrg. 26, nr. 2, pp. 323-328.
- Overpeinzingen van een (re)migrant/Musings of a remigrant emigrant. Antwerpen enz.: Stichting Lezen Vlaanderen/Stichting Lezen Nederland/Vlaams-Nederlands Huis deBuren/Nederlandse Taalunie, 2007.